# Spirorbis junior
Spirorbis junior är en ringmaskart som beskrevs av Jager 1983. Spirorbis junior ingår i släktet Spirorbis och familjen Serpulidae. Inga underarter finns listade i Catalogue of Life.